# Rhinobothryum lentiginosum
Rhinobothryum lentiginosum — вид змій родини полозових (Colubridae). Мешкає в Амазонії.

## Поширення і екологія
Rhinobothryum lentiginosum мешкають в Бразилії, Болівії, Перу, Еквадорі, Колумбії, Венесуелі, Гаяні, Суринамі і Французькій Гвіані. Вони живуть у вологих рівнинних тропічних лісах, на висоті до 400 м над рівнем моря.